# Feketemellű indigószajkó
A feketemellű indigószajkó (Cyanocorax affinis) a  madarak osztályának verébalakúak (Passeriformes) rendjébe és a varjúfélék (Corvidae) családjába tartozó faj.

## Rendszerezése
A fajt August von Pelzeln osztrák ornitológus írta le 1856-ban.

## Alfajai
- Cyanocorax affinis affinis Pelzeln, 1856
- Cyanocorax affinis zeledoni Ridgway, 1899[2]

## Előfordulása
Panama, Costa Rica, Kolumbia és Venezuela területén honos. Természetes élőhelyei a szubtrópusi vagy trópusi síkvidéki esőerdők, száraz erdők és szavannák, folyók és patakok környékén, valamint ültetvények, szántóföldek és másodlagos erdők. Állandó, nem vonuló faj.

## Megjelenése
Testhossza 36 centiméter, testtömege 194-232 gramm.

## Természetvédelmi helyzete
Az elterjedési területe rendkívül nagy, egyedszáma pedig stabil. A Természetvédelmi Világszövetség Vörös listáján nem fenyegetett fajként szerepel.